# Wolnei Caio
Wolnei Caio (nacido el 10 de agosto de 1968) es un exfutbolista brasileño que se desempeñaba como centrocampista.
Jugó para clubes como el Grêmio, Juventus, Juventude, Portuguesa Desportos, Kashiwa Reysol, Cruzeiro, Botafogo y Figueirense.

## Trayectoria

### Clubes
| Club                 | País   | Año         |
| -------------------- | ------ | ----------- |
| Grêmio               | Brasil | 1987        |
| Juventus             | Brasil | 1988        |
| Juventude            | Brasil | 1989        |
| Grêmio               | Brasil | 1990 - 1993 |
| Portuguesa Desportos | Brasil | 1994        |
| Kashiwa Reysol       | Japón  | 1995        |
| Portuguesa Desportos | Brasil | 1995 - 1997 |
| Cruzeiro             | Brasil | 1997 - 1998 |
| Botafogo             | Brasil | 1999        |
| Juventude            | Brasil | 2000        |
| Figueirense          | Brasil | 2000        |
| Internacional        | Brasil | 2001        |
| Brasiliense          | Brasil | 2001        |
| Santo André          | Brasil | 2001        |
| Guarani              | Brasil | 2001 - 2002 |
| Esportivo            | Brasil | 2004 - 2007 |